# Siphopteron flavobrunneum
Siphopteron flavobrunneum is een slakkensoort uit de familie van de Gastropteridae. De wetenschappelijke naam van de soort is voor het eerst geldig gepubliceerd in 1984 door Gosliner.